# Schmidtiana ochracea
Schmidtiana ochracea es una especie de escarabajo longicornio del género Schmidtiana. Fue descrita científicamente por Waterhouse en 1878.
Se distribuye por Malasia (Borneo). Mide 35-48 milímetros de longitud. El período de vuelo ocurre en los meses de abril y junio.